# Moviment Associatiu d'Italians a l'Estranger
El Moviment Associatiu d'Italians a l'Estranger (en italià: Movimento Associativo Italiani all'Estero, MAIE) és un partit polític centrista d'Itàlia que representa els ciutadans italians a l'estranger, fonamentalment a Amèrica del Sud.

## Història
El partit es va crear a partir d'una escissió liberal de les Associacions italianes a Amèrica del Sud (AISA) al 2008. A les eleccions legislatives del mateix any, MAIE aconsegueix un escó, representat per Ricardo Merlo, que ja havia estat diputat per AISA a l'anterior legislatura, i una senadora, Mirella Giai, ex-candidata del Partit Democràtic de l'Esquerra. Tant Merlo com Giai van unir forces amb grups de centre i centredreta, entre els quals destaquen els Liberal Demòcrates (LD), amb els quals MAIE va formar una llista electoral conjunta per a les eleccions al Parlament Europeu de 2009, i la Unió del Centre (UdC). Giai va ser membre del grup Per a les Autonomies, juntament amb la UdC, durant tota la legislatura.
A les eleccions de 2013, el partit va aconseguir tres diputats, Ricardo Merlo i Mario Borghese en les seves pròpies llistes i un tercer, Fucsia Nissoli, dins d'Amb Monti per Itàlia per a Amèrica del Nord, i un senador, Claudio Zin. Després de les eleccions, Nissoli va abandonar MAIE, mentre que una altra diputada, Renata Bueno, escollida amb la Unió Sud-americana d'Emigrants Italians, USEI, va unir forces durant dos anys. Durant la legislatura, els diputats del MAIE van formar una aliança amb l'Aliança per Itàlia (ApI) del 2013 al 2015 i amb l'Aliança Popular Liberal des del 2015, mentre que el senador Zin era membre de Per a les Autonomies. Per a les eleccions al Parlament Europeu de 2014, MAIE va formar una llista electoral conjunta amb Io Cambio (IC), una escissió de la Lega Nord (LN).
A les eleccions generals de 2018, el partit va escollir un diputat (Borghese) i un senador (Merlo). Un senador del rival USEI, Adriano Cario, es va incorporar a MAIE el maig de 2018. El desembre de 2021 l'elecció de Cario va ser anul·lada. A les eleccions de 2024, el partit va mantenir la seva representació tant a la Cambra com al Senat.

## Resultats electorals

### Parlament Italià
| Cambra dels Diputats – italians a l'estranger |         |      |               |         |                  |   |
| Any                                           | Vots    | %    | % Sud-amèrica | Escons  | Escons Estranger | ± |
| 2008                                          | 86,970  | 8.3  | 22.7          | 1 / 630 | 1 / 12           | 1 |
| 2013                                          | 140,868 | 14.3 | 39.4          | 2 / 630 | 2 / 12           | 1 |
| 2018                                          | 104,538 | 9.7  | 27.8          | 1 / 630 | 1 / 12           | 1 |
| 2022                                          | 141,440 | 13.0 | 33.8          | 1 / 400 | 1 / 8            | = |

| Senat de la República – italians a l'estranger |         |      |               |         |                  |   |
| Any                                            | Vots    | %    | % Sud-amèrica | Escons  | Escons Estranger | ± |
| 2008                                           | 72,511  | 7.6  | 20.8          | 1 / 315 | 1 / 6            | 1 |
| 2013                                           | 120,290 | 13.4 | 40.9          | 1 / 315 | 1 / 6            | = |
| 2018                                           | 107,879 | 10.9 | 31.6          | 1 / 315 | 1 / 6            | = |
| 2022                                           | 138,337 | 12.7 | 32.5          | 1 / 200 | 1 / 4            | = |